# Cryptographis novicialis
Cryptographis novicialis là một loài bướm đêm trong họ Crambidae.